# 군기시

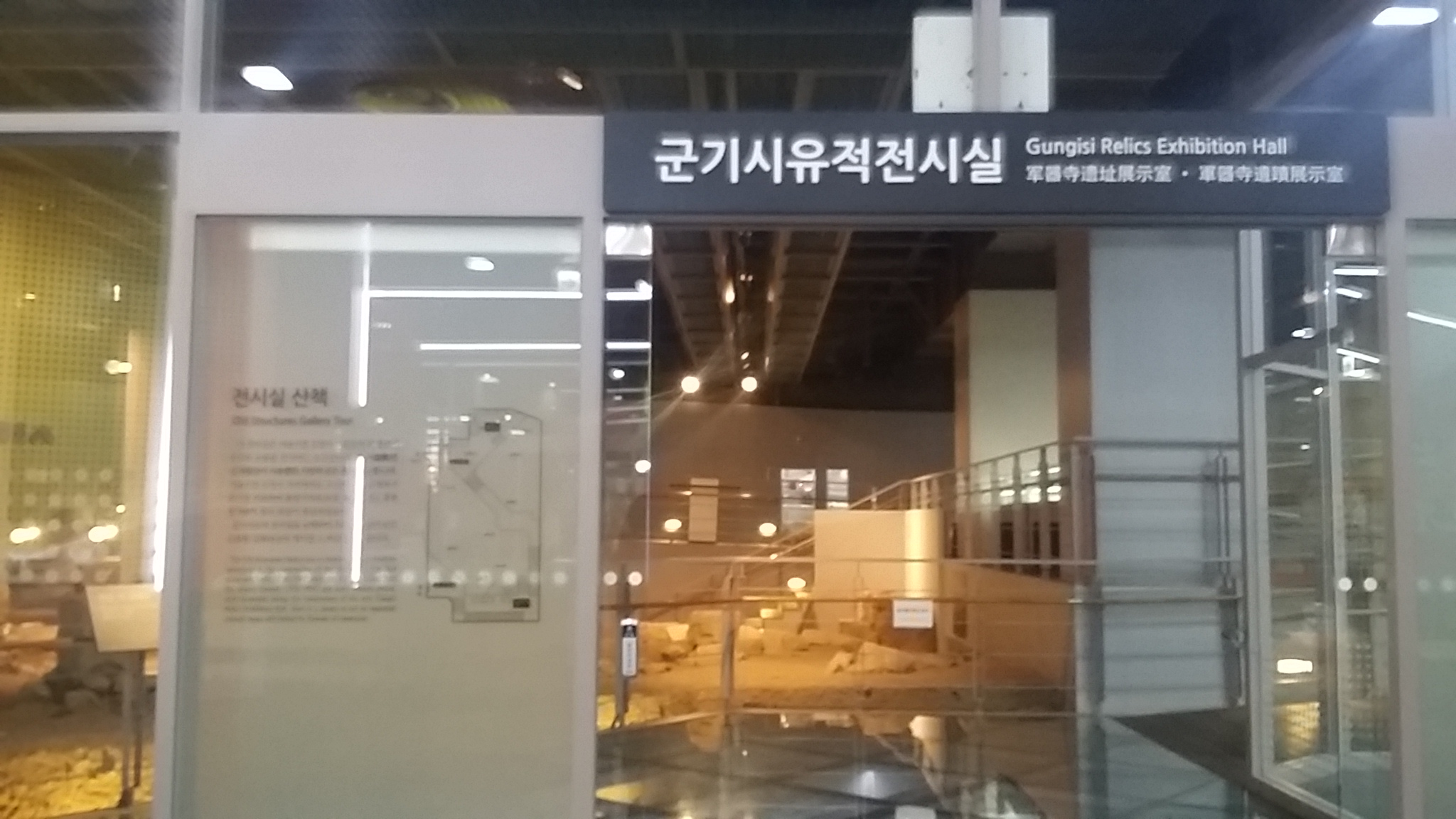
서울 시민청에 있는 군기시 터

군기시(軍器寺)는 고려, 조선 시대에, 병기, 기치, 융장, 집물 따위의 제조를 맡아보던 관아로, 방위사업청과 비슷한 역할을 수행하였으며 오늘날의 서울시청 자리에 있었다. 1466년(세조 12년)에 군기감을 고친 이름이다. 1884년(고종 21년)에 폐지하고 그 일은 기기국으로 옮겼다.

## 구성
관원은 병조판서나 병조참판 중에서 도제조(都提調)와 무장(武將) 중에서 제조를 두어 감독하게 하였고 각각 1인이다.
실무직 최고 관원은 정3품 당하관인 정(正)이고 아래로 부정(副正), 첨정(僉正), 별좌(別坐), 판관(判官) ,별제(別提), 주부(主簿), 직장(直長), 봉사(奉事), 부봉사(副奉事), 참봉(參奉)이 있었다.
| 품계       | 군기시(軍器寺) | 군기시(軍器寺) | 기타 |
| 정1품      | 도제조(都提調) | 도제조(都提調) | 겸직 |
| 종1품      | 제조(提調)     | 제조(提調)     | 겸직 |
| 정2품      | 제조(提調)     | 제조(提調)     | 겸직 |
| 종2품      | 제조(提調)     | 제조(提調)     | 겸직 |
| 정3품 당상 |                |                |      |
| 정3품 당하 | 정(正)         | 정(正)         |      |
| 종3품      | 부정(副正)     | 부정(副正)     |      |
| 정4품      |                |                |      |
| 종4품      | 첨정(僉正)     | 첨정(僉正)     |      |
| 정5품      |                | 별좌(別坐)     |      |
| 종5품      | 판관(判官)     | 별좌(別坐)     |      |
| 정6품      |                | 별제(別提)     |      |
| 종6품      | 주부(主簿)     | 별제(別提)     |      |
| 정7품      |                |                |      |
| 종7품      | 직장(直長)     | 직장(直長)     |      |
| 정8품      |                |                |      |
| 종8품      | 봉사(奉事)     | 봉사(奉事)     |      |
| 정9품      | 부봉사(副奉事) | 부봉사(副奉事) |      |
| 종9품      | 참봉(參奉)     | 참봉(參奉)     |      |

## 기술직
《경국대전》기준
칠장(漆匠) 12인, 마조장(磨造匠) 12인, 궁현장(弓弦匠) 6인, 유칠장(油漆匠) 2인, 주장(鑄匠) 20인, 생피장(生皮匠) 4인, 갑장(甲匠) 35인, 궁인(弓人) 90인, 시인(矢人) 150인, 쟁장(錚匠) 11인, 목장(木匠) 4인, 야장(冶匠) 130인, 연장(鍊匠) 160인, 아교장(阿膠匠) 2인, 고장(鼓匠) 4인, 연사장(鍊絲匠) 2인이 있다.